# 山口葵良梨
山口 葵良梨（やまぐち きらり、2001年8月11日 - ）は、福岡県出身の、日本の女子柔道選手。階級は63kg級。身長164cm。組み手は右組み。血液型はO型。得意技は内股。

## 経歴
柔道は5歳の時に柳川柔道会で始めた。大牟田中学3年の時に全国中学校柔道大会の57kg級で5位となった。大牟田高校に進むと、1年の時に全国高校選手権63㎏級で3位となった。2年の時にはインターハイで5位だったものの、全国高校選手権では再び3位になった。3年の時にはインターハイとエクサンプロヴァンスジュニア国際大会で優勝を果たした。
2020年に国士館大学へ進学すると、2年の時には全日本ジュニアで優勝した。さらには、ヨーロッパオープン・ワルシャワでシニアの国際大会初優勝を飾った。3年の時には講道館杯で3位になった。4年の時には体重別の準決勝でJR東日本の土井雅子に反則負けして3位だった。優勝大会では2位だった。ワールドユニバーシティゲームズでは優勝した。また、団体戦でも優勝した。学生体重別では決勝で環太平洋大学2年の石岡来望に反則勝ちして優勝した。講道館杯では決勝で福岡県警の青野南美を技ありで破って、シニアの全国大会初優勝を飾った。グランドスラム・東京では準々決勝でオランダのジョアンネ・ファンリースハウトに反則勝ち、準決勝では明治国際医療大学2年の髙木水月を合技で破るも、決勝ではコマツの高市未来に足三角で敗れて2位だった。グランドスラム・パリでは準決勝でクロアチアのカタリナ・クリストに合技で敗れると、3位決定戦でもモンゴルのボルド・ガンハイチに反則負けして5位だった。
2024年4月からはパーク24の所属となった。体重別では初戦で青野に技ありで敗れた。続くアジア選手権では決勝でボルドに反則勝ちして優勝した。6月の実業団体2部では優勝した。9月のグランプリ・ザグレブでは決勝でフランスのマノン・ドゥクテルを合わせ技で破って、IJFワールド柔道ツアー初優勝を飾った。10月の実業個人選手権でも優勝した。11月の講道館杯では5位だった。2025年2月のグランドスラム・タシケントでは決勝でイスラエルのインバル・シェメシュを横四方固で破って優勝した。4月の体重別では決勝で日本エースサポートの谷岡成美に技ありで敗れて2位だった。7月のグランドスラム・ウランバートルでは準決勝で青野を隅落で破るも、決勝で地元のボルドに有効で敗れて2位だった。
IJF世界ランキングは100ポイント獲得で99位(25/7/20現在)。

## 戦績
- 2016年 -　全国中学校柔道大会　5位(57kg級)
- 2018年 -　全国高校選手権　3位
- 2018年 -　インターハイ 5位
- 2019年 -　全国高校選手権　3位
- 2019年 -　インターハイ　優勝
- 2019年 -　講道館杯 7位
- 2019年 -　エクサンプロヴァンスジュニア国際　優勝
- 2021年 -　全日本ジュニア 優勝
- 2022年 -　ヨーロッパオープン・ワルシャワ 優勝
- 2022年 -　学生体重別　3位
- 2022年 -　講道館杯　3位
- 2023年 - 体重別　3位
- 2023年 -　優勝大会　2位
- 2023年 -　ワールドユニバーシティゲームズ　個人戦　優勝　団体戦　優勝
- 2023年 -　学生体重別　優勝
- 2023年 -　講道館杯　優勝
- 2023年 -　グランドスラム・東京　2位
- 2024年 -　グランドスラム・パリ　5位
- 2024年 - アジア選手権　優勝
- 2024年 - 実業団体2部　優勝
- 2024年 - グランプリ・ザグレブ　優勝
- 2024年　- 実業個人選手権　優勝
- 2024年 -　講道館杯　5位
- 2025年 - グランドスラム・タシケント　優勝
- 2025年 - 体重別　2位

(出典、JudoInside.com)